# Hannes Sveijer
Hannes Åke Lauman Sveijer, född 28 april 2002, är en svensk fotbollsspelare som spelar för Sandvikens IF.

## Karriär
Hannes Sveijers moderklubb är Uppsalaklubben Vaksala SK.

### IK Sirius
Som 12-åring lämnade han Vaksala SK för stadens stora klubb, IK Sirius. I den allsvenska premiären mot Kalmar FF den 31 mars 2019 fanns Sveijer, 16 år gammal, för första gången med i en allsvensk matchtrupp. En sen skada på veteranen John Alvbåge gjorde att Hannes Sveijer fick blixtinkallas till truppen. Under säsongen 2019 fanns han med i sammanlagt sju allsvenska matchtrupper, men utan att få göra sin debut. Efter säsongens slut skrev Sveijer och jämnårige Joakim Persson på ett varsitt treårskontrakt med IK Sirius.
I juni 2020 blev Sveijer utlånad till IFK Luleå i Norrettan, efter att de ingått ett samarbetsavtal med IK Sirius. Det blev totalt sju matcher i Luleå-tröjan innan Sveijer återvände till Sirius. Han blev då omedelbart utlånad till ytterligare en Norrettan-klubb, då han i slutet av augusti skrev på för Sollentuna FK. Där blev det ytterligare 13 matcher, innan Sveijer återigen vände hem till Sirius.
Innan säsongen 2020 var avslutad skulle Sveijer även få göra sin allsvenska debut och därmed representera sin tredje klubb för säsongen. I den 28:e omgången fick Hannes Sveijer chansen från start, när IK Sirius spelade 1-1 mot Mjällby AIF den 24 november 2020.
I mars 2021 startade Sirius ett samarbete med Sandvikens IF och Sveijer lånades ut till klubben. Även inför säsongen 2022 lånades Sveijer ut till Sandviken. I februari 2024 lånades han ut till AFC Eskilstuna.
I augusti 2024 blev Sveijer klar för Sandvikens IF på lån.
I december 2024 skrev Hannes Sveijer på kontrakt med Sandvikens IF.

## Statistik
| Klubb                | Säsong             | Liga               | Liga    | Liga | Nationell cup | Nationell cup | Övrigt  | Övrigt | Totalt  | Totalt |
| Klubb                | Säsong             | Division           | Matcher | Mål  | Matcher       | Mål           | Matcher | Mål    | Matcher | Mål    |
| -------------------- | ------------------ | ------------------ | ------- | ---- | ------------- | ------------- | ------- | ------ | ------- | ------ |
| IK Sirius            | 2019               | Allsvenskan        | 0       | 0    | 0             | 0             | —       | —      | 0       | 0      |
| IK Sirius            | 2020               | Allsvenskan        | 3       | 0    | 0             | 0             | —       | —      | 3       | 0      |
| IK Sirius            | 2021               | Allsvenskan        | 4       | 0    | 1             | 0             | —       | —      | 5       | 0      |
| IK Sirius            | 2022               | Allsvenskan        | 3       | 0    | 0             | 0             | —       | —      | 3       | 0      |
| IK Sirius            | 2023               | Allsvenskan        | 0       | 0    | 1             | 0             | —       | —      | 1       | 0      |
| IK Sirius            | Totalt             | Totalt             | 10      | 0    | 2             | 0             | —       | —      | 12      | 0      |
| IFK Luleå (lån)      | 2020               | Ettan Norra        | 7       | 0    | —             | —             | —       | —      | 7       | 0      |
| Sollentuna FK (lån)  | 2020               | Ettan Norra        | 13      | 0    | —             | —             | —       | —      | 13      | 0      |
| Sandvikens IF (lån)  | 2021               | Ettan Norra        | 10      | 0    | —             | —             | —       | —      | 10      | 0      |
| Sandvikens IF (lån)  | 2022               | Ettan Norra        | 24      | 0    | 0             | 0             | 2       | 0      | 26      | 0      |
| AFC Eskilstuna (lån) | 2024               | Ettan Norra        | 1       | 0    | —             | —             | —       | —      | 1       | 0      |
| Totalt i karriären   | Totalt i karriären | Totalt i karriären | 65      | 0    | 2             | 0             | 2       | 0      | 69      | 0      |